# ゾンマーフェルト数
ゾンマーフェルト数（ゾンマーフェルトすう）は、オイルなどによって潤滑されているすべり軸受と軸（流体潤滑）の潤滑の状態を評価するための無次元量である。
オイルのある状態で回転している軸では、軸の回転によってオイルが軸と軸受けの間に引き込まれて生じるオイルの圧力によって軸が支えられる。回転中の軸と軸受けの隙間は、軸の寸法、潤滑油の粘度、軸の荷重、軸の回転数によってきまる。
ゾンマーフェルト数は
{\displaystyle S={\eta n \over P}{\left({r \over c}\right)}^{2}}
である。ここでηは潤滑油の粘度（P=10-1Pa・s）、nは軸回転数(s-1)、Pは軸受け面圧（Pa)、rは軸径、cは軸受け隙間である。
ゾンマーフェルト数とグラフなどによって軸の偏芯率を求めて、充分隙間が確保されているかを評価する時などに用いる。
ゾンマーフェルト数はアーノルト・ゾンマーフェルトに因む。